# Kid Krow
Kid Krow — дебютный студийный альбом американского певца и автора песен Конана Грея. Он был выпущен 20 марта 2020 года на лейбле Republic Records. Альбом представляет собой запись «совершеннолетия», вдохновлённую такими элементами, как его тяжёлый детский опыт бедности, жестокого обращения и дискриминации. Альбом был поддержан синглами «Checkmate», «Comfort Crowd», «Maniac», «The Story», «Wish You Were Sober» и «Heather».
Kid Krow получил положительные отзывы музыкальных критиков за продюсирование, написание песен и вокальное исполнение Грея. Коммерчески альбом дебютировал на пятом месте в Billboard 200 и далее возглавил американский чарт поп-альбомов; также дебютировал на втором месте в чарте Top Albums Sales. Kid Krow получил толчок в продажах и вновь попал в чарты нескольких стран, когда его трек «Heather» стал хитом sleeper после завоевания популярности на онлайн-платформе TikTok.

## Предыстория и композиция
Грей сказал People, что альбом был вдохновлён его «довольно тяжёлым» детством в Техасе, объяснив
Когда ты молод, действительно трудно представить, что жизнь не всегда была тяжелой. Я жил в действительно небезопасной семье, и жизнь просто была не очень хороша для меня. И вот, будучи ребёнком, я просто думал: у меня ничего не получится, я ни за что не выживу, или в моей жизни не будет ничего большего, чем просто справляться с болью.
Грей рассказал Teen Vogue, что детство в смешанной расе в Техасе повлияло на то, кем он стал как личность, поскольку он чувствовал, что «на самом деле ему нигде не место». Он сказал Clash:
Запись — это исследование того, как я воспринимаю мир. Я много рассказываю о своих друзьях и людях, с которыми познакомился во время гастролей за последний год. Это я. Я не самый крутой человек, но альбом — это то, как я принимаю тот факт, что я странный и мне не нужно быть кем-то другим. Это также шанс побудить других принять себя такими, какие они есть, и быть непримиримыми по этому поводу.

## Песни и клипы
Грей написал «Comfort Crowd», испытывая одиночество после переезда в Лос-Анджелес для учёбы в колледже и оставив своих друзей в Техасе. Он сказал газете: «Мне просто действительно нужна была компания, такого рода компания, которая не требовала внимания. Такая компания с кем-то, с кем ты настолько близок, что тебе не нужно произносить ни единого слова, чтобы заполнить „неловкую“ тишину». В музыкальном видео, которое набрало почти 6 миллионов просмотров, Грей находится один в заброшенном доме, где ему в конце концов удаётся убить и похоронить своего клона. В кинематографическом музыкальном видео представлены «декорации в стиле хоррор с лопатами и кровотечениями из носа». В пресс-релизе он сказал
Я знал, что хочу, чтобы видео вызвало это настроение: побыть наедине с кем-то. Почти как провести время с самим собой — так родилось видео. Я думаю, что любой человек в подростковом возрасте может испытывать чувство, что ему постоянно приходится убивать себя и перестраиваться с нуля, поэтому я хотел прокомментировать и эту тему. Вот о чём я написал «Comfort Crowd».
"Wish You Were Sober" — песня, в которой рассказывается об ошибках подросткового возраста Грея и признаётся, что «моменты из взрослой жизни не всегда запоминаются». Песня посвящена конкретному инциденту, когда возлюбленная Грея призналась ему в любви, будучи «в отключке пьяной». Песня была описана как «самая прямолинейная поп-песня» на альбоме и получила высокую оценку E! за её «исповедальную лирику и отличную альт-поп-постановку». Музыкальное видео на песню было выпущено вместе с альбомом и набрало более 400 тысяч просмотров за 48 часов. часы.
Грей описала «Maniac» как «катарсическую песню после расставания, посвящённую бывшим-психопатам». В клипе на песню Грей и английская актриса Джессика Барден заняты работой в ночную смену в театре/кино, прежде чем они отбиваются от её бывших-психопатов, которые восстали из мёртвых. мёртвые. Мэдлин Рот сказала, что «кинематографичное» музыкальное видео отдаёт дань уважения классике ужасов, такой как «Рассвет мертвецов» (1978) и «Зомбиленд» (2009).
Первая интерлюдия альбома, «(Online Love)», представляет собой «незначительный» 36-секундный саундтрек Грея, поющего почти шёпотом на акустической гитаре о предмете, заключённом в круглые скобки. «Checkmate» вдохновлён одной из бывших любовниц Грея, которая «играла» с его сердцем, что только заставило Грея захотеть отомстить им. «Если вы собираетесь относиться к любви как к игре, то я собираюсь выиграть эту игру», — сказал Грей в интервью «Грэмми». В музыкальном клипе на песню Грей пытается получить как можно больше «очищающей мести», что вынуждает его похищать людей, которые ему изменяют, и в дальнейшем отправлять их на необитаемый остров умирать с голоду, «потому что, я имею в виду, что ещё я должен делать?» Видеоклип набрал более 3,4 миллиона просмотров на YouTube.

«The Cut That Always Bleeds» — это «мелодраматическая баллада о расставании» о человеке, который продолжает разбивать сердце Грея, несмотря на то, как сильно оно пытается залечиться. Он сказал Apple Music: «[Этот человек был] таким порезом на моём теле, которому я так старался дать зажить, и он просто возвращался, и он просто кровоточил, кровоточил и кровоточил». В «Fight or Flight» Грею больно, потому что у него есть меня выставили дураком. Он поёт: «Сражайся или беги, я скорее умру, чем заплачу перед тобой. / Сражайся или беги, я лучше совру, чем скажу тебе, что влюблён в тебя» под громкие гитары, которые приводят к «довольно суровым кульминациям». Грей вырос в бедной семье и часто проводил ночи без еды. Он сказал Apple Music:
Я рос, переживая финансовые взлеты и падения всю свою жизнь. Мы не знали, как будем выживать, и я настолько привык к тому, что у меня не было денег, что, когда я был молод, я всегда думал, что деньги решат все мои проблемы. Потом я переехал в Лос-Анджелес и открыл для себя совершенно другую сторону света, где есть дети, которые выросли безумно богатыми. Я начал тусоваться с ними, ходить на их вечеринки и видеть эту другую сторону мира, и я обнаружил, что даже эти люди, которые выросли с кучей денег, абсолютно несчастны. Я понял, что не имеет значения, кто ты, не имеет значения, сколько у тебя денег. У всех нас много одинаковых проблем.
Во второй интерлюдии, «(Can We Be Friends)», Грей поёт «Если кто-нибудь трахнется с тобой, я выбью ему зубы» с чувством «интимности Суфьяна Стивенса». В «Heather» Грей раскрывает свою зависть к Хизер, девушке, которую любит весь мир. человек, который ему нравится. Пайпер Вестром из Riff написала, «Бесстрашие Грея при обращении к чувствительным темам, таким как [безответный романтический интерес со стороны гетеросексуальных друзей мужского пола] на его дебютном альбоме, демонстрирует храбрость, которую столь молодой человек не всегда проявляет на столь раннем этапе своей карьеры». В клипе на песню Грей размышляет о том, как он пытается стать кумиром «Heather». Критики описали видео как «интимную визуализацию» Грея, поскольку он «колеблется между женскими и мужскими стандартами красоты». Рания Анифтос из Billboard описала видео как «заставляющее задуматься». Песня «Little League» фокусируется на том, как Грей хочет вернитесь в прошлое, к «более простым дням». Он обращается к радости юности и отсутствию способности ценить прошлый опыт таким, каким он был.
В «The Story» Грей рассказывает о своём трудном детстве от третьего лица. Он сказал аудитории: «Это одно из тех, что значат для меня больше всего…. Я люблю рассказывать истории, и эта песня — своего рода история о моей жизни, когда это было до всей [моей славы]». Песня основана на «всех несправедливых вещах, которые он видел в этом мире, от последствий травли и ненависти к себе до страх быть самим собой на 100 процентов аутентичным». Грей также ссылается на ряд переживаний, которые были у него и его друзей в детстве, включая «мальчика и девочку», которых теперь «нет, надгробия на лужайке», а также "мальчик и мальчик, "которые были «лучшими друзьями друг с другом, но всегда хотел, чтобы их было больше». Майк Васс из Idolator описал «The Story» как «урезанный гимн о состоянии мира и о том, каким он мог бы быть, если бы было немного больше любви и принятия». В клипе на песню Грей бродит по пустынным пейзажам на открытом воздухе, прежде чем прыгнуть на в кузове пикапа. Джордан Тилчен из MTV написал: "он кажется подавленным и как будто потерял надежду, когда бродит по пустынным грунтовым дорогам, он знает, что это «не конец истории».

## Критический приём
Kid Krow был встречен положительными отзывами критиков после его выхода. Брендан Уэтмор из Paper написал: «Всего в 21 год [Грею] удалось упаковать ностальгическую любовь, вожделения, страхи и триумфы своих сверстников в 30-минутный успокаивающий шторм. Возьмите свои салфетки». Мэтт Коллар из AllMusic написал: «Даже в самые тоскливые и эмоционально напряжённые моменты Грея у него есть харизма, которая заставит вас подпевать». Пайпер Вестром из Riff написала: «Затрагивает темы, которых другие не коснулись бы, уравновешивая личные отзывы, Грей демонстрирует душевную безмятежность в своих песнях, которые проецируют светлое будущее». Кэти Мэйфилд из Paste описала Kid Krow как «альбом о боли и одиночестве, когда неохотно пробуешь всю эту „любовь“, но никогда не позволяешь себе поверить, что это принесёт тебе что-то, кроме боли», отметив, что «немногие моменты уязвимости Грея на [пластинке] не имеют остроты, будь то ненависть к себе за указанную уязвимость или гневные импульсы наброситься на объект, причиняющий боль». Уилл Стриксон из DIY описал альбом как «коллекцию запоминающихся припевов, большие гармонии и тексты прямо из школьной драмы», и отметил, что «музыка [Грея] основана на необузданных эмоциях, а не на бизнес-плане, [что] даёт понять, почему он уже на пути к тому, чтобы стать иконой 2020 года». Гейб Бергадо из Teen Vogue написал, что альбом «демонстрирует звуковую многогранность Конана, сквозной темой которого являются его вдумчивые, ранимые тексты».[2] Тоби Акингбейд из NME повторил заявление коллеги Софи Уильямс от 2019 года: «Грей маскирует тысячелетнюю скуку врождённым, непринуждённым очарованием; мечты сбываются, а сердца разбиваются, когда он с задумчивым оттенком справляется с горестями юности».
Было отмечено, что альбом имеет поразительное сходство с работами Лорда и Тейлор Свифт, двумя самыми большими вдохновителями Грея. Тейлор Свифт отреагировала на альбом в своей личной истории в Instagram, написав: «Одержима всем этим альбомом, но ЭТА ПЕСНЯ [„Wish You Were Sober“] ПРЯМО ЗДЕСЬ — шедевр. Не хочу показаться громкой, но это будет повторяться всю мою жизнь». Грей ответил на заявление Свифт заглавными буквами: «Спасибо тебе за то, что ты всю жизнь была моим вдохновением для написания песен и иконой. Я искренне чувствую, что вы воспитали меня и как писателя, и как человека, и я не могу выразить словами, как много это значит для меня. Спасибо вам за все. Swifty for life».

## Выпуск и продвижение по службе
Во второй половине 2019 года Грей выпустила синглы, а также сопровождающие их музыкальные клипы на «Checkmate», «Comfort Crowd», «Maniac». В октябре 2019 года он отправился в свой Comfort Crowd Tour по Северной Америке при поддержке известного новозеландского музыканта Benee, а также американской исполнительницы UMI. В музыкальном клипе на песню «Maniac» появилась английская актриса Джессика Барден. На второй неделе 2020 года Грей дразнил поклонников онлайн, ежедневно публикуя в Твиттере намёки на название своего дебютного альбома. 9 января 2020 года Грей раскрыл название своего дебютного альбома Kid Krow и написал: «На этом альбоме я говорю больше, чем когда-либо говорил в своей жизни, и я не могу дождаться, когда расскажу вам все свои секреты». Грей выпустил «The Story», четвёртый сингл с альбома, позже в тот же день, что совпало с объявлением названия альбома и списка треков.[42] Музыкальное видео на «The Story» было выпущено несколькими днями позже. Без предварительного уведомления Грей выпустил пятый сингл альбома, «Wish You Were Sober», в качестве сюрприза, за два дня до выхода альбома. Альбом был выпущен 20 марта 2020 года, через Republic Records в США[44] и Island Records в Великобритании. Онлайн-домен «kidkrow.com» использовался в качестве интерактивного веб-сайта с обратным отсчётом времени с прямыми трансляциями в социальных сетях, встроенными вертикально по бокам веб-интерфейса. Музыкальное видео на песню «Heather» было выпущено 20 августа, прежде чем песня стала хитом современного радио в Великобритании в качестве шестого сингла с альбома.

## Коммерческая эффективность
Kid Krow дебютировал на пятом месте в Billboard 200 с общим тиражом более 49 000 единиц в эквиваленте альбома в США, включая 37 000 продаж чистых альбомов Кроме того, он дебютировал на вершине чарта поп-альбомов США и занял второе место в чарте продаж лучших альбомов. В США, по состоянию на сентябрь 2020 года это был самый крупный дебют новой исполнительницы в 2020 году и самый крупный сольный поп-альбом за более чем два года после одноимённого альбома Камилы Кабельо в 2018 году. Kid Krow также стал одним из крупнейших дебютных студийных альбомов в первой половине 2020 года в Соединённом Королевстве и шестым по величине дебютным альбомом 2020 года в Ирландии.[53] Альбом дебютировал на 30-м месте в UK Albums Chart, а также на 5-м месте в Канаде, 26-м в Австралии, 20-м в Ирландии, 11-м в Шотландии и Литве, 32-м в Новой Зеландии, 49-м в Бельгии (Фландрия)., 21 в Эстонии и 94 в Нидерландах.
Kid Krow пережил свободное падение в Billboard 200 на второй неделе, когда он опустился с 5-го на 86-е место, прежде чем полностью выпасть на третьей неделе. Несколько месяцев спустя продажи альбома резко возросли по всему миру после того, как его трек «Heather» стал хитом sleeper в середине 2020 года. Он вновь появился в чарте в августе 2020 года и в конечном итоге поднялся до стабильной позиции около 60, где оставался примерно восемь недель. Успех «Heather» также привёл к дебюту Kid Krow в чартах таких стран, как Норвегия и Финляндия.

## Треклист
Все треки написаны Конаном Греем, за исключением отмеченных мест. Все треки спродюсированы Дэном Нигро, за исключением отмеченных мест
| №   | Название                     | Автор(ы)                                      | Длительность |
| --- | ---------------------------- | --------------------------------------------- | ------------ |
| 1.  | «Comfort Crowd»              | Грей, Дэн Нигро                               | 2:54         |
| 2.  | «Wish You Were Sober»        | Грей, Нигро                                   | 2:48         |
| 3.  | «Maniac»                     | Грей, Нигро                                   | 3:05         |
| 4.  | «(Online Love)»              |                                               | 0:37         |
| 5.  | «Checkmate»                  |                                               | 2:28         |
| 6.  | «The Cut That Always Bleeds» |                                               | 3:51         |
| 7.  | «Fight or Flight»            |                                               | 2:51         |
| 8.  | «Affluenza»                  | Грей, Нигро                                   | 3:19         |
| 9.  | «(Can We Be Friends?)»       |                                               | 0:57         |
| 10. | «Heather»                    |                                               | 3:18         |
| 11. | «Little League»              | Грей, Бен Бергер, Райан Макмахон, Райан Рабин | 3:14         |
| 12. | «The Story»                  |                                               | 4:05         |

## Персонал
- Конан Грей — весь вокал, автор сценария (все треки), дополнительный/бэк-вокал (треки 1-3,5-7,10,12), продюсер (трек 4), акустическая гитара (трек 4,9)

- Дэниел Нигро — продюсер (треки 1,3,5,12), сценарист (трек 3), бас-гитара (треки 1,3-5,10), электрогитара (треки 1-2,5,7-8,10,12), акустическая гитара (треки 1,5-6,10,12), бас-гитара (треки 1-3,8,12), программирование ударных (треки 1-3,5-8,12), синтезатор (треки 1-3,7-8,12), инженер (треки 1-3,6-8,10,12), микшер (трек 9)

- Райан Линвил — программирование ударных (треки 1,5), электрический бас (треки 5,7)

- Captain Cuts — продюсер (трек 11), композитор (трек 11), гитара (трек 11), ударные (трек 11), бас (трек 11), автор текстов (трек 11)

- Митч Маккарти — микшер (треки 1,6-8,10,12)

- Крис Касич — инженер (треки 1,6-7)

- Jam City — ассистент продюсера (трек 10), гитара (трек 10), инженер (трек 10), программирование ударных (трек 10)

- Стерлинг Лоус — ударные (треки 1,6-7)

- Оскар Нейдхардт — инженер по вокалу/редактированию (трек 11)

- Джон Хейнс — инженер (трек 3)

- Сербан Генеа — микшер (треки 2-3,11)

- Майкл Фриман — дополнительный микшер (трек 5)

- Марк «Спайк» Стент — микшер (трек 5)

- Эрик Сёма — гитара (треки 6-7)

- Кэтлин — бэк-вокал (трек 12)

- Рэнди Меррилл — мастеринг